# 宋村遗址 (赵县)
宋村遗址，位于中国河北省石家庄市宋村，为石家庄市赵县的一个省级文物保护单位，类型为古遗址，公布时间为1993年7月15日。
宋村遗址的历史年代为商、周、战国。